# (29329) Knobelsdorff
(29329) Knobelsdorff est un astéroïde de la ceinture principale.

## Description
(29329) Knobelsdorff est un astéroïde de la ceinture principale. Il fut découvert le 5 octobre 1994 à Tautenburg par Freimut Börngen. Il présente une orbite caractérisée par un demi-grand axe de 2,28 UA, une excentricité de 0,12 et une inclinaison de 4,4° par rapport à l'écliptique.

## Compléments